# آلان باري
آلان باري (بالفرنسية: Alain Baré)‏ هو مدرب كرة قدم ولاعب كرة قدم فرنسي في مركز الهجوم، ولد في 24 أغسطس 1966 في إيفيان في فرنسا. لعب مع أولمبيك ليون ونادي إيفيان ونادي سوشو.

## وصلات خارجية
- آلان باري على موقع قاعدة بيانات كرة القدم.إي يو (الإنجليزية)